# الضريحان الرومانيان عين زوزة
الضريحان الرومانيان عين زوزة هو معلم أثري تونسي مصنف من قبل المعهد الوطني للتراث يقع في ولاية سليانة في الشمال الغربي التونسي، تحديدا في مدينة عين زوزة تم تصنيف المعلم في يوم 6 يناير 1901 .

## مقالات ذات صلة
- قائمة المعالم الأثرية المصنفة في تونس